# Craig Jones (muzyk)
Craig Michael Jones (ur. 11 lutego 1972 w Des Moines) – amerykański muzyk, były keyboardzista zespołu Slipknot.

## Dyskografia
Slipknot
- Slipknot (1999, Roadrunner Records)
- Iowa (2001, Roadrunner Records)
- Vol. 3: (The Subliminal Verses) (2004, Roadrunner Records)
- All Hope Is Gone (2008, Roadrunner Records)
- .5: The Gray Chapter (2014, Roadrunner Records)

- We Are Not Your Kind (2019, Roadrunner Records)
- The End, So Far (2022, Roadrunner Records)

## Instrumentarium
- Yamaha Controller[1]
- Yamaha PSR 720[1]
- Roland JP8000[1]
- AKAI MPC2000XL Sampler[1]
- Nord Lead Synth/Yamaha Crsx-7 for 74126000027[1]

## Filmografia
- We Sold Our Souls for Rock 'n Roll (2001, film dokumentalny, reżyseria: Penelope Spheeris)[2]